# ハムレット

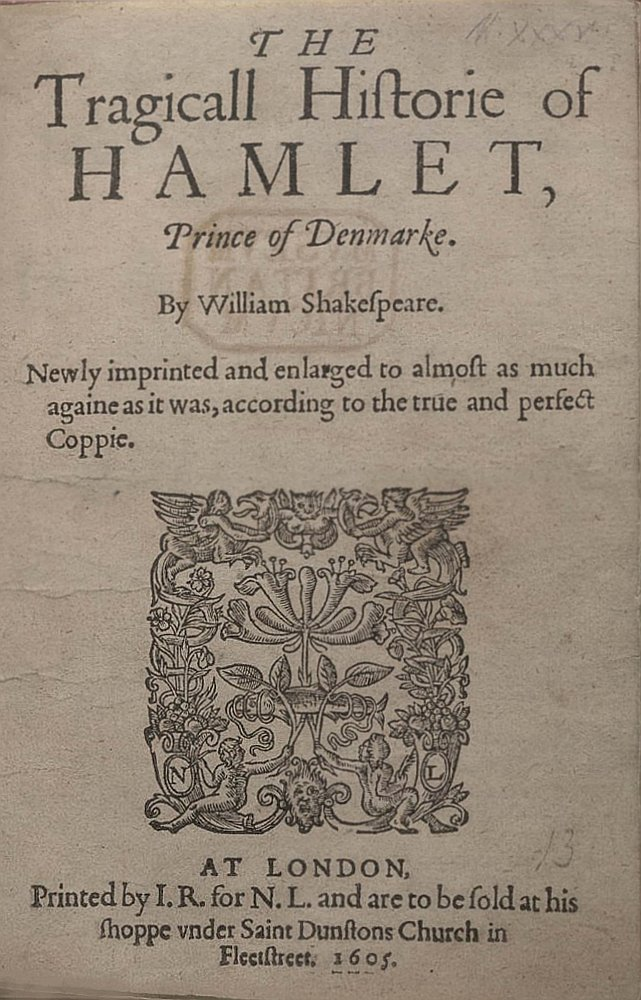
『ハムレット』の原書
（第2四折版）

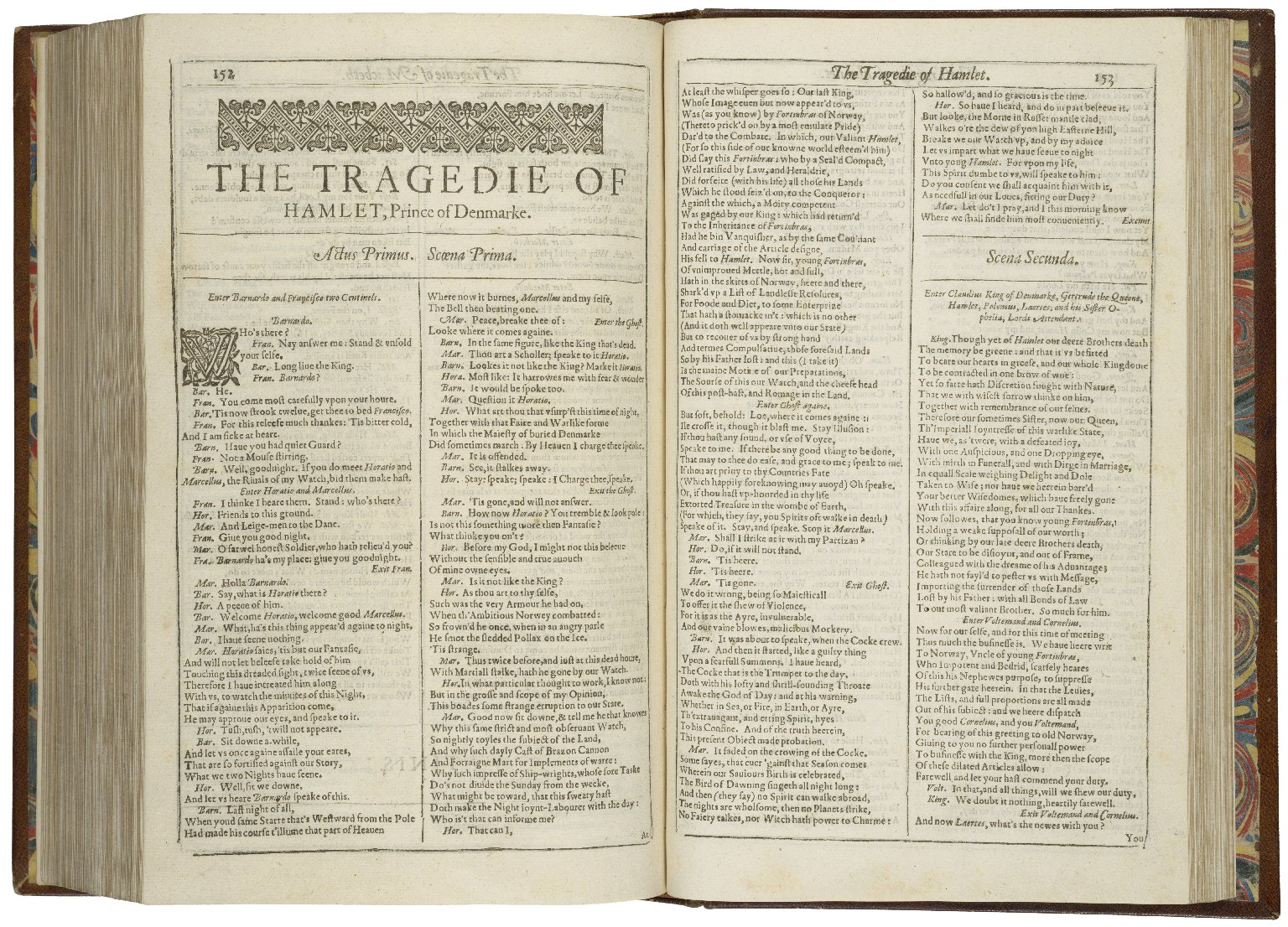
『ハムレット』の原書（第1二折版〈ファースト・フォリオ〉）

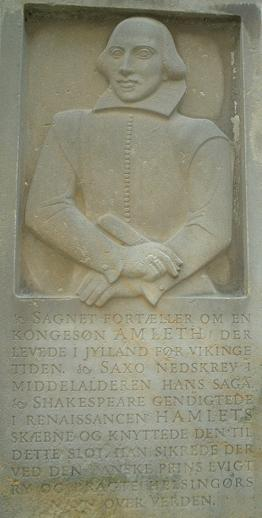
舞台とされたデンマークのクロンボー城内に掲げられている「ハムレット」の石版（2005.08）

『ハムレット』（Hamlet）は、シェイクスピア作の悲劇。
全5幕から成り、1601年頃に書かれたと推測される。「デンマークの王子ハムレットが、父王を毒殺して王位に就き母を妃とした叔父に復讐する物語」である。
正式題名は「デンマークの王子ハムレットの悲劇」（The Tragicall Historie of Hamlet, Prince of Denmarke あるいは The Tragedie of Hamlet, Prince of Denmarke）である。
本作に続いて作られた『オセロ』『マクベス』『リア王』と共に、「シェイクスピアの四大悲劇」の一つとされ、「1人の知識人の精神史を描いたものとして世界の演劇史上に特筆すべき作品」と評される。
およそ4000行で、シェイクスピアの戯曲の中で最長である。

## 概要
主人公のハムレットについては、イギリスのロマン主義を代表する詩人・批評家でシェークスピアをリスペクトしたコールリッジによる「悩める知識人」像が最も主流だが、「近年においては自己克服をした行動人ハムレットという解釈も有効である。」
『ハムレット』の話はハムレット伝説といわれる北欧の伝説が元になっており、デンマークの歴史家サクソ・グラマティクスが12世紀に書いた『デンマーク人の事績』（Gesta Danorum）にハムレット王子の原話が出ていて、モデルになったアムレート（Amleth）の武勇が伝えられている。
シェークスピアに直接影響を与えたのは、イギリスの劇作家トマス・キッドが書いた『スペインの悲劇』という1587年ごろ初演された戯曲とされている。
また、研究者が「原ハムレット」と呼ぶ現存しない戯曲があって、1580年代末にロンドンで初演されて人気があった作者不明の作品がおそらくシェークスピアの『ハムレット』の直接の下敷きであろうとされている。「原ハムレット」の作者をトマス・キッドと推定する説がある。

## 登場人物
- ハムレット（Hamlet）：デンマーク王国の後継者。
- ガートルード（Gertrude）：ハムレットの母親。クローディアスと再婚している。
- クローディアス（Claudius）：ハムレットの叔父。ハムレットの父の急死後にデンマーク王位についている。
- 先王ハムレットの亡霊（King Hamlet, the Ghost）：先代のデンマーク王。ハムレットの父。クローディアスの兄。
- ポローニアス（Polonius）：デンマーク王国の侍従長。王の右腕。
- レアティーズ（Laertes）：ポローニアスの息子。オフィーリアの兄。
- オフィーリア（Ophelia）：ハムレットの恋人。ポローニアスの娘。
- ホレイショー（Horatio）：ハムレットの親友。
- ローゼンクランツとギルデンスターン（Rosencrantz and Guildenstern）：ハムレットの学友。
- フォーティンブラス（Fortinbras）：ノルウェー王国の後継者。
- オズリック（Osric)：廷臣。ハムレットとレアティーズの剣術試合で審判を務めた。

## あらすじ
王が急死する。王の弟クローディアスは王妃と結婚し、後継者としてデンマーク王の座に就く。
「父王の死」と「母の早い再婚」とで憂いに沈む王子ハムレットは、従臣から「亡き王の亡霊が夜な夜なエルシノアの城壁に現れる」という話を聞き、自らも確かめる。父の亡霊に会ったハムレットは、実は父の死は「クローディアスによる毒殺」だったと告げられる。
復讐を誓ったハムレットは狂気を装う。王と王妃はその変貌ぶりに憂慮するが、宰相ポローニアスは、その原因を「娘オフィーリアへの実らぬ恋」ゆえだと察する。父の命令で探りを入れるオフィーリアを、ハムレットは無下に扱う。
やがて、「王が父を暗殺した」という確かな証拠を掴んだハムレットだが、母である王妃と会話しているところを隠れて盗み聞きしていた宰相ポローニアスを、王と誤って刺殺してしまう。
さらに、宰相の娘オフィーリアは度重なる悲しみのあまり狂い、やがて溺死する。宰相ポローニアスの息子レアティーズは、父と妹の仇をとろうと怒りを募らす。
ハムレットの存在に危険を感じた王は、復讐心を持ったレアティーズと結託し、毒剣と毒入りの酒を用意して、ハムレットを剣術試合に招き、秘かに殺そうとする。しかし試合のさなか、王妃が毒入りとは知らずに酒を飲んで死に、ハムレットとレアティーズ両者とも試合中に毒剣で傷を負ってしまう。
死にゆくレアティーズから真相を聞かされたハムレットは、王を殺して復讐を果たした後、事の顛末を語り伝えてくれるよう親友ホレイショーに言い残し、この世を去ってゆく。

## 構成
- 第一幕

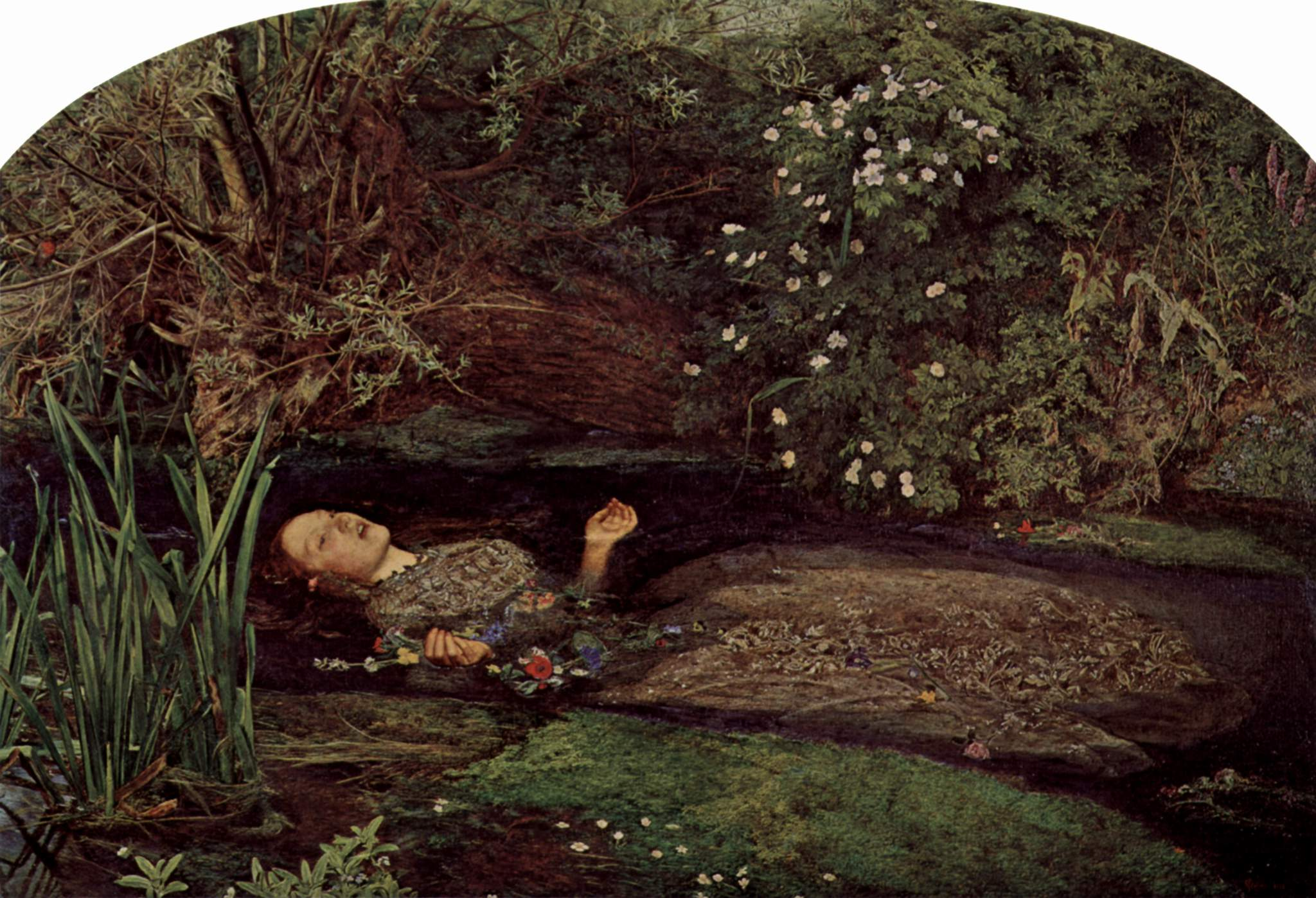
オフィーリア　ジョン・エヴァレット・ミレー画（1852年・テート・ギャラリー収蔵）

  - 第一場 - エルシノア城。その前の防壁の上。
  - 第二場 - 城内。国務の間。
  - 第三場 - ポローニアスの館。その一室。
  - 第四場 - 防壁の上。
  - 第五場 - 防壁の上、別の場所。
- 第二幕 
  - 第一場 - ポローニアスの館。その一部屋
  - 第二場 - 城内の一室。
- 第三幕
  - 第一場 - 城内の一室。
  - 第二場 - 城内の大広間。
  - 第三場 - 城内の一室。
  - 第四場 - ガートルード妃の部屋。
- 第四幕
  - 第一場 - ガートルード妃の部屋。
  - 第二場 - 城内の一室。
  - 第三場 - 城内の、別の一室。
  - 第四場 - ガートルード妃の部屋。
  - 第五場 - 城内の一室。
  - 第六場 - 城内の、別の一室。
  - 第七場 - 城内の、別の一室。
- 第五幕
  - 第一場 - 墓地。
  - 第二場 - 城内の大広間。

## 原書
ハムレットには三つの異なる印刷原本が存在しており、二つの四折版（quatro）をQ1とQ2、もう一つの二折版（folio）をF1と呼ぶ。
- Q1（1603年、約2150行）：短縮版を役者の記憶に基づき再現（マーセラス役の俳優を買収か?）した海賊版とされているが、現在では真正であり、Q2の原型ではないかと考えられている（安西徹雄の訳により光文社 から2010年に出版されている（ISBN 4334752012））。
- Q2（1604年 - 1605年、約3700行）：草稿版。真正かつ完全なる原稿であり、海賊版に対抗して（現在の説ではQ1の改訂版として）出版された。
- F1（1623年、Q2の230行を削り、80行追加）：演出台本版。劇団保管の演出台本にQ2を参考にして制作された。

## 有名な台詞
Frailty, thy name is woman.
これは、ハムレットが夫の死後すぐに義理の弟であるクローディアスと再婚した母・ガートルードに対する批難の台詞である。日本語では、坪内逍遥などが「弱き者よ、汝の名は女」と訳したものがよく知られている。
しかし、この訳文では弱き者とは即ち保護すべき対象を指し、レディーファーストの意と誤解をしばしば招くことがあり、坪内も後に「弱き者」を「脆(もろ)き者」と再翻訳している。なお、この台詞は当時の男性中心社会の中で、女性の貞操観念のなさ、社会通念への不明（当時のキリスト教社会では、義理の血縁との結婚は近親相姦となりタブーであった）などがどのように捉えられていたかを端的に表す言葉としても有名である。また、語呂の良さから、様々な場所で引用の対象とされる（例：松原正作の戯曲『脆きもの、汝の名は日本』）。
To be, or not to be, that is the question.
これは劇中で最も有名な台詞である。明治期に『ハムレット』が日本に紹介されて以来、この台詞は様々に訳されてきた。『ハムレット』は、読者の視点によって多様に解釈できる戯曲であるが、この現象はその特徴を端的に現していると言える。
この「To be or not to be, that is the question.」という台詞は、有名ではあるが、訳すのが非常に困難だとされている。初期の日本語訳の代表的なものには、坪内逍遥の「世にある、世にあらぬ、それが疑問じゃ」（1926年）などがあり、また、これまでの訳では「生きるべきか死ぬべきか」という訳が多いが、この劇全体からすれば「（復讐を）すべきかすべきでないか」という意味に解釈できる。
他に、「生きるべきか、死ぬべきか、それが問題だ」（2003年、河合祥一郎 『新訳　ハムレット』角川文庫）などがあり、たった一文に対して翻訳者ごとに異なった40以上もの翻訳文が提示されている。
Get thee to a nunnery!
これは、ハムレットがオフィーリアに向かって言った台詞であり、特に論議を呼ぶ場面を構成する。大きく分けて二つの解釈がある。
- 当時、尼寺では売春が行われており、隠語で淫売屋を表現する言葉だった。ハムレットはオフィーリアに単に「世を捨てろ」と言っただけでなく、「売春婦にでもなれ」と罵ったのである。
- 文字通り、俗世間を離れ女子修道院（尼僧院）に入ってほしいと願った。この場面では、ポローニアスがハムレットを背後で伺っているが、オフィーリアには穢れた政治に関わらず昔のままに清らかな存在でいて欲しいと願った。

尼寺を単純に「売春宿」と解釈するかしないか、については研究者の間でも議論があり、決着がついていない。ただし、「尼寺」を「売春宿」と解釈する研究者は少ないと言われている。
シェイクスピアの文句を題名にした作品一覧#ハムレットも参照されたい。

## オーディオドラマ
- 新潮カセットブック『ハムレット』福田恆存訳（1993年、新潮社、3巻268分）、邦訳全集『シェイクスピア大全』（2003年、新潮社）に収録。
  - 〔キャスト〕

- ハムレット　-　江守徹
- クローディアス　-　内田稔
- ガートルード　-　鳳八千代
- オフィーリア　-　土井美加
- ポローニアス　-　稲垣昭三
- レイアーティーズ　-　原康義
- ホレイショー　-　菅生隆之
- ローゼンクランツ　-　金尾哲夫
- ギルデンスターン　-　牛山茂

- マーセラス　-　仲野裕
- バーナードー　-　水野龍司
- フランシスコー　-　北川勝博
- 亡霊(先王)　-　久米明
- 役者ルシアーナス　-　吉水慶
- 劇中劇(王)　-　小山武宏
- 劇中劇(妃)　-　伊藤和晃
- フォーティンブラス　-　田中正彦
- ノールウェイ軍隊長　-　御友公喜
- 墓掘り(道化１)　-　金内喜久夫
- 墓掘り(道化２)　-　伊藤和晃

- 牧師　-　仲恭司
- オズリック　-　仲恭司
- 従者　-　小谷野啓
- 船乗り　-　小山武宏
- 使者　-　青柳三十六
- 貴族　-　平田広明
- コーニーリアス　-　青柳三十六
- ヴォールディマンド　-　石波義人
- レナルドー　-　宮本充
- 従臣　-　水野龍司
- イギリス使節　-　仲野裕

## 日本における舞台化

### 翻案による上演
- 土肥春曙（どいしゅんしょ）と山岸荷葉が翻案した『ハムレット』（1903年、東京本郷座）
  - 川上音二郎一座。
  - 当時（明治時代）の日本を舞台に華族のお家騒動ものに翻案した。
  - 主人公の葉村年丸役を藤沢浅二郎、おりえ役を川上貞奴が務めた[11]。
- 太宰治の翻案『新ハムレット』の舞台化（2023年、PARCO劇場）。
  - 舞台のタイトルは『新ハムレット～太宰治、シェイクスピアを乗っとる!?～』であり、現代風のラップ曲等も取り入れられている[12]。
  - レーゼドラマを意識した太宰の戯曲形式の小説を、五戸真理恵が台本演出を担当、主人公のハムレット役を木村達成が務めた[13]。

### 翻訳による上演
- 坪内逍遥訳『ハムレット』（1907年）
  - 文芸協会演芸部[1][11]。
- 坪内逍遥演出『ハムレット』（1911年、帝国劇場）
  - 文芸協会第1回公演。英文学者による翻訳兼演出。本邦初の全幕上演[14]。主な出演者に土肥庸元、東儀季治、上山浦路、加藤亮、林和、松井須磨子
- 文藝座第四回公演『ハムレット』（1919年、帝国劇場）
  - 林和改修・演出、坪内逍遥訳。歌舞伎役者による初上演。主な出演者に守田勘彌、市川介十郎、初瀬浪子、片岡柳蔵、嵐三吉、音羽かね子

- 坪内逍遥改訳『ハムレット』（1933年、築地小劇場）
  - 築地小劇場改築竣成記念大公演[15]。久米正雄演出。主な出演者に薄田研二、丸山定夫、山岸しづ江、滝沢修、三浦洋平、高津慶子
- 新築地劇団第10年記念第三公演『ハムレット』（1938年、築地小劇場）
  - 山川幸世、岡倉士朗演出、三上勲、岡橋祐訳。主な出演者に千田是也、永田靖、東山千栄子、中江良介、石黒達也、山本安英
- 宝塚歌劇団公演『ハムレット』（1949年初演）
  - 堀正旗の作・演出にて、雪組と花組で上演。
  - 花組の上演では、ハムレット役を越路吹雪、オフィーリア役を新珠三千代が務めた。
  - 鴨川清作の作・演出にて、1969年に雪組で上演。
  - 鴨川版では、ハムレット役を真帆志ぶき、オフィーリア役を大原ますみが務めた。
- 福田恆存演出『ハムレット』（1955年初演）
  - 英文学者による翻訳兼演出。科白劇の基盤形成に資する劇言語の拡張を試みる。
  - 1955年に文学座で上演。主な出演者に芥川比呂志、三津田健、杉村春子、中村伸郎、仲谷昇、文野朋子
  - 1984年に現代演劇協会附属劇団昴で上演[16]。主な出演者に山口嘉三、西本裕行、谷口香、内田稔、田中正彦、土井美加
- 劇団俳優座20周年記念公演『ハムレット』（1964年、日生劇場）
  - 千田是也演出、三神勲訳。主な出演者に仲代達矢、小沢栄太郎、東山千栄子、三島雅夫、長谷川哲夫、市原悦子
- 劇団四季公演『ハムレット』（1968年初演）
  - 浅利慶太演出、福田恆存訳。オフィーリアの歌の作詞を岩谷時子が担当。
  - 劇団四季創立15周年記念特別公演。主な出演者に平幹二朗、田中明夫、中町由子、立岡晃、日下武史、影万里江
  - 以降、たびたび再演されている、劇団四季の演目の一つ。
- 東宝・日生劇場公演『ハムレット』（1972年上演）
  - ジョン・デヴィット演出、福田恆存訳、神西清訳詩[17]。主な出演者に市川染五郎、高橋幸治、草笛光子、小沢栄太郎、夏八木勲、山口果林
- 小田島雄志訳『ハムレット』（1972年初演）
  - 1975年にシェイクスピア・シアターで上演。出口典雄演出。
  - 1976年に文学座で上演。木村光一演出。主な出演者に江守徹、金内喜久夫、新橋耐子、金井大、角野卓造、太地喜和子
  - 1979年に中野サンプラザにて「ロックミュージカルハムレット」として上演。
    - 監修・小田島雄志、脚本・中島梓、演出・佐藤浩史、音楽監督・筒美京平。主な出演者に桑名正博、岩崎宏美、上条恒彦、金井克子、尾藤イサオ

  - 1980年に俳優座で上演。増見利清演出。主な出演者に山本圭、小笠原良知、川口敦子、福田豊土、堀越大史、香野百合子
  - 1981年に文学座で上演。江守徹演出。主な出演者に江守徹、坂口芳貞、松下砂稚子、青木勇嗣、鷹尾秀敏、倉野章子
- 蜷川幸雄演出『ハムレット』（1978年初演）
  - 蜷川は、1978年にハムレットの演出を手掛けて以降、翻訳・演出を替えて再演されている。
  - 1978年の初演。小田島雄志訳。主な出演者に平幹二朗、金田龍之介、山岡久乃、田中明夫、横内正、中野良子
  - 1995年の再演。松岡和子訳。主な出演者に真田広之、辻萬長、三田和代、小田豊、生瀬勝久、松たか子
  - 2001年の再演。松岡和子訳。主な出演者に市村正親、瑳川哲朗、夏木マリ、湯浅実、橋本さとし、篠原涼子
  - 2003年の再演。河合祥一郎訳。主な出演者に藤原竜也、西岡徳馬、高橋惠子、たかお鷹、井上芳雄、鈴木杏
  - 2015年の再演。河合祥一郎訳。主な出演者に藤原竜也、平幹二朗、鳳蘭、たかお鷹、満島真之介、満島ひかり
- ク・ナウカ公演『ハムレット』（1990年）
  - 宮城聰が演出。青山円形劇場で上演された。
- ROCK OPERA『HAMLET』－To be or not to be －（1993年、中野サンプラザ）
  - ハムレット役をTOSHI、オフィーリア役を守純かほり、他にローリー寺西、デーモン小暮、聖飢魔II、劇団☆新感線（粟根まこと、右近健一、吉田メタル、こぐれ修）、松岡英明、若松武、山本リンダ、深沢敦、畠山久
- ジャイルス・ブロック脚本・演出『ハムレット』（1995年初演）
  - ハムレット役を麻実れい、オフィーリア役を羽野晶紀が務めた。
  - 1997年・1998年の再演では、オフィーリア役を高橋かおりが務めた。
  - 脚本・作詞ナイジェル・フリス、訳小田島雄志・吉田美枝、訳詞岩谷時子
- 人形劇団クラルテ公演「ハムレット」（2001年初演・2017年再演）
- SPAC公演『ハムレット』（2008年）
  - 宮城聰が演出。静岡芸術劇場で上演された。
- 宝塚歌劇団月組公演『HAMLET!!』（2010年）
  - 藤井大介の脚本・演出にて、宝塚バウホールと日本青年館で上演された。
  - ハムレット役を龍真咲、オフィーリア役を蘭乃はなが務めた。
- ミュージカル『ハムレット』（2012年日本版初演）
  - ヤネック・レデツキーの脚本・作詞・作曲、ロバート・ヨハンソン脚本によるミュージカル版。チェコにて初演後、アメリカと韓国にて上演される。
  - 日本版は栗山民也が演出を担当し、2012年にシアタークリエで上演された。
  - ハムレット役を井上芳雄、オフィーリア役を昆夏美が務めた。
- KUNIO11『ハムレット』（2014年）
  - 杉原邦生が演出・美術を担当。2014年7～8月、京都芸術センター 講堂・穂の国とよはし芸術劇場PLAT アートスペース・札幌市教育文化会館 小ホール・あうるすぽっとにて上演。
  - 1603年刊行、最も古く最も短い「Q1」バージョンを基に、シェイクスピア研究者の桑山智成が新訳[18]。ハムレット役は木之瀬雅貴、オフィーリア役は熊川ふみ[19]。
- ジョン・ケアード演出「ハムレット」（2017年）
  - ハムレット役を内野聖陽、オフィーリア役を 貫地谷しほりが務めた。
- 鮭スペアレ公演『ハムレット』（2017年）
  - 中込遊里が演出。山梨県小菅村・箭弓神社で上演された。
- Bunkamura30周年記念 シアターコクーン・オンレパートリー2019 DISCOVER WORLD THEATRE vol.6「ハムレット」（2019年）
  - サイモン・ゴドウィンが演出。Bunkamura シアターコクーンと森ノ宮ピロティホールで上演された。
  - ハムレット役を岡田将生、オフィーリア役を 黒木華が務めた。
- SKE48版「ハムレット」（2019年）
  - 丸尾丸一郎（劇団鹿殺し）演出。品川プリンスホテル クラブeXで上演された。
  - ハムレット役を松井珠理奈、オフィーリア役を野島樺乃が務めた。
- 「HAMLET ―ハムレット―」（2019年）
  - 森新太郎が演出。松岡和子訳。東京グローブ座と森ノ宮ピロティホールで上演された。
  - ハムレット役を菊池風磨、オフィーリア役を 南沢奈央が務めた。
  - 東京グローブ座公式
- 「5 Guys Shakespeare - Act1 :[HAMLET]」（2020年）
  - ネルケプランニング主催、松崎史也脚本・演出。2020年11月19日から23日まで、品川プリンスホテルステラボールで上演された。
  - 主演のハムレット役を岡宮来夢が務め、立花裕大、橋本真一、法月康平、中村誠治郎の男性5人のみで繰り広げられる演出となっている[20]。
- PARCO PRODUCE 2024「ハムレットQ1」(2024年)
  - 森新太郎が演出。2024年5月～6月に、PARCO劇場・森ノ宮ピロティホール・東海市芸術劇場 大ホール・久留米シティプラザ ザ・グランドホールにて上演。
  - 「Q1」版を、シェイクスピア劇全37作品の翻訳を達成した松岡和子が新訳。
  - 主演のハムレット役に吉田羊、オフィーリア役に飯豊まりえ[21]。
- 彩の国シェイクスピア・シリーズ2nd Vol.1『ハムレット』（2024年）
  - 彩の国さいたま芸術劇場開館30周年記念。[22]2024年5月7日-26日、彩の国さいたま芸術劇場大ホールにて上演、6月に宮城、愛知、福岡、大阪にて上演。[23]
  - 吉田鋼太郎演出、小田島雄志訳。主な出演者に柿澤勇人（ハムレット役）、北香那（オフィーリア役）、白洲迅、渡部豪太、豊田裕大、正名僕蔵、高橋ひとみ、吉田鋼太郎（クローディアス役）。
- ルネサンス音楽劇『ハムレット』（2025年）
  - 主演のハムレット役を、片岡千之助が務める[24]。
  - 彌勒忠史演出。2025年9月、東京で上演予定。

## 映画
1948年版
ローレンス・オリヴィエが監督し、自らハムレットを演じている。共演はジーン・シモンズ / ベイジル・シドニー / アイリーン・ハーリー / ピーター・カッシング / クリストファー・リー。音楽はウィリアム・ウォルトン。白黒で重厚な雰囲気を持つ不朽の名作と言われ、第21回アカデミー賞にて作品賞・主演男優賞を始めとした5部門を受賞。
1964年版
グレゴリー・コージンツェフ監督によるソ連映画。ヴェネツィア国際映画祭で審査員特別賞を受賞し、イギリス版をしのぐと評判になった。日本では長い間観ることが難しかったが、現在はDVDが発売されている。音楽はドミートリイ・ショスタコーヴィチによる。
1969年版
ヒロインにマリアンヌ・フェイスフルを起用。
1990年版
フランコ・ゼフィレッリ監督。ハムレットを演じたのはメル・ギブソン。ヘレナ・ボナム＝カーター、グレン・クローズ、イアン・ホルム、ピート・ポスルスウェイト共演。
1996年版
ケネス・ブラナーが監督し、自らハムレットを演じている。舞台は中世ではなく19世紀のデンマーク王国に置き換えられ、劇中では産業革命の産物である蒸気機関車が出てくるシーンがあるものの、シェイクスピアの世界を豪華に、また台詞を1つもカットせずに4時間にわたって描き出した。共演はケイト・ウィンスレット他、豪華キャストが出演。
2000年版
マイケル・アルメレイダ監督作品。舞台を現代のニューヨークに移し、デンマーク王国もマルチメディア企業に置き換えられているが、台詞はそのままとなっている。ハムレットはイーサン・ホークが演じている。ジュリア・スタイルズ、カイル・マクラクラン共演。
女帝 ［エンペラー］（2006年）
馮小剛監督による香港・中国の合作映画。チャン・ツィイー主演で中国王朝時代に置き換え、主人公をガートルート側に置いている。

## クラシック音楽
- ドメニコ・スカルラッティ：オペラ『ハムレット』
- アンブロワーズ・トマ：オペラ『ハムレット』（1868年）
- フランツ・リスト：交響詩『ハムレット』
- チャイコフスキー：幻想序曲『ハムレット』、劇付随音楽『ハムレット』
- プロコフィエフ：劇付随音楽『ハムレット』
- ショスタコーヴィチ：劇付随音楽『ハムレット』
- アルフレッド・リード：「ハムレット」への音楽
- フランコ・ファッチョ:『アムレット』

## 漫画
- 芳谷圭児：『ハムレット』集英社『ジュニアコミック』1969年3月号[25]
- みなもと太郎：『ハムレット』 1970年代 - [26]
  - ハムレット - マンガ図書館Z（外部リンク）
- 粕谷紀子：『ハムレット』ユニコン出版 世界名作コミック 1976年[27]
- 聖悠紀：『ハムレット』新書館 ペーパームーンコミックス 1980年[28]
- ブロン園田：『ハムレット』日本文芸社 マンガで読む名作 2010年[29]

## ゲーム
- Golden Glitch：『Elsinore』
  - Elsinore（外部リンク）

## 備考
- 英語で演技の下手な役者のことを「ham」と呼ぶ。これには諸説あり、OEDによると19世紀後半のアメリカで黒人の低レベルな役者を指してhamfatterと呼んだことにちなんでいる。これを短縮して、hamが下手な役者、あるいは素人を意味するようになった。hamfatterとは当時のあるミンストレルのタイトルThe Ham-Fat Manに由来しており、ハムレットとは関係が無いと言ってよい。

また、俗説として「ハムレット」に関係しているとするものがある。それは、
1. 下手でもハムレット役を演じれば人気が出るから
2. 下手な役者はこの役を解釈しきれずオーバーに演じることから
3. 下手な役者ほどハムレット役をやりたがる

などである。
- ウラジーミル・ナボコフの『ロリータ』の主人公であるハンバート・ハンバートは、小説の本編において自らを何度も「ハム」と呼んでいる。
- 毎年夏、デンマーク東端にあるクロンボー城内ではHAMLET SOMMER（ハムレット演劇）が上演されている。
- オリジナルの上演では、シェイクスピア自身が、亡霊（父ハムレット）を演じたと言われている。
- バイロンの詩劇『マンフレッド』の冒頭に、『ホレイショーよ、天と地の間にはお前の哲学が夢見る以上のものがあるのだ。』(There are more things in heaven and earth,　Horatio, than are dreamt of in your philosophy.)という第1幕、第5場166-167行のハムレットの台詞の引用がある。
- 日本の音楽グループであるP-MODELの曲に「To be, or not to be」に因んだ『2D OR NOT 2D』という曲が有る。

## 関連文献

### 主要校訂本
- （アーデン版）、"Hamlet"(Third Series)、Ed. by Ann Thompson & Neil Taylor、2006年、ISBN 1904271332
- （オックスフォード版）、"Hamlet"、Ed. by G.R.Hibbard、Clarendon Pr.、1987年、 ISBN 0198129106
- （新ケンブリッジ版）、"Hamlet, Prince of Denmark"、 Ed, by Philip Edwads、Cambridge University Pr.、2003年、ISBN 0521532523

### 註解書
- 久保井一雄、『ハムレット注釈』、近代文芸社、 1996年、ISBN 4773351527
- 高橋康也、河合祥一郎(編集)、『ハムレット』、大修館書店、2001年、ISBN 4469142522
- 大場建治、『ハムレット』、研究社、2004年、ISBN 4327180084

### 日本語訳テキスト
題名は特記したもの以外は全て『ハムレット』。下記の多くは電子書籍も刊
- 安西徹雄訳『ハムレットQ1』、光文社古典新訳文庫、2010年、ISBN 4334752012
- 市河三喜、松浦嘉一訳、旧岩波文庫、1957年
- 小田島雄志訳、白水社、のち白水Uブックス、1983年、ISBN 4560070237
- 小津次郎訳、筑摩書房「世界文学大系12 シェイクスピア」、1959年、のち「筑摩世界文学大系」ほか
- 河合祥一郎訳『新訳 ハムレット』、角川文庫、2003年、増訂版2024年、ISBN 4041149924
- 木下順二訳、講談社「シェイクスピア Ⅴ」、1988年、ISBN 4061800655
- 坪内逍遥訳、名著普及会（新版）、1989年。電子書籍で再刊（2015年より）
- 永川玲二訳、集英社文庫、1998年、ISBN 408752051X
- 並河亮訳、建設社、1950年
- 野島秀勝訳、岩波文庫、2002年、ISBN 4003220498
- 福田恆存訳、新潮文庫、1967年、改版1991年、ISBN 4102020039
- 本多顕彰訳、旧角川文庫、改版1966年
- 松岡和子訳、ちくま文庫、1996年、ISBN 4480033017
- 三神勲訳、河出書房、1953年
- 横山有策訳、大泉書店、1949年
- 石井美樹子訳『真訳 シェイクスピア　四大悲劇』、河出書房新社、2021年、ISBN 9784309208299

### 日本語訳全集
- シェイクスピア大全、新潮社、2003年、ISBN 4108500385

### アンソロジー
- ハムレット！ハムレット！！、小学館、2021年、ISBN 9784093866231
  - 谷川俊太郎「初夏のハムレット」（詩）
  - 太宰治「新ハムレット」
  - 芥川比呂志「ハムレット役者」
  - 志賀直哉「クローディアスの日記」
  - 小林秀雄「おふえりや遺文」
  - ランボオ（小林秀雄訳）「オフェリヤ」（詩）
  - ランボオ（中原中也訳）「オフェリア」（詩）
  - 大岡昇平「オフィーリアの埋葬」
  - ラフォルグ（吉田健一訳）「ハムレット――或る親孝行の話」
  - 福田恆存「ホレイショー日記」
  - 小栗虫太郎「オフェリヤ殺し」
  - 久生十蘭「ハムレット」